# Mk.VIIテトラーク軽戦車
Mk.VII 軽戦車 テトラークは、第二次世界大戦時にイギリスによって開発、使用された軽戦車。空挺戦車としても使用された。「テトラーク (Tetrarch)」とは、古代ローマにおける四帝分割（テトラルキア）時代の分担統治者の意味。

## 開発の経緯
1937年、ビッカース・アームストロング社はそれまでのMk.VI軽戦車の後継車両を独自に開発することを決定した。1937年12月に試作車が完成、1938年に軍の試験を受けた結果、A17軽戦車として制式採用された。
従来のMk.VI軽戦車まで用いられていたホルストマン式懸架装置を廃し、イギリスとソ連の戦車に大きな影響を与えたジョン・W・クリスティーの一連の戦車に見られる大型転輪を片側に4つ装備することになった。また他の戦車と比べ変わっていたのは、転輪を左右に操向することにより履帯を直接曲げて方向転換する方式を採用していたことで、これにより自動車式のハンドルで運転できた。

## 実戦での運用
本車は1940年より生産開始された。しかし、1940年5月のダンケルクの戦い（ダンケルク撤退作戦）の後はドイツの機甲部隊に対する量的不足を埋めるために巡航戦車や歩兵戦車の生産に追われる状況となり、一時生産が中断した。こうした状況下で同年11月にようやく量産型が引き渡され、177輌が生産されたが、1941年4月にはドイツ軍のイギリス本土爆撃により生産を行っていたメトロ・カルテル社の工場が被害を受け、再び生産は中止された。
元は英第9騎兵連隊所属の、実戦で使われていない20輌がソ連にレンドリースされ、うち19輌は北部イランに駐屯する第151戦車旅団（後に第563独立戦車大隊に糾合）に配備された。これらは1943年初めに第47軍の配下となり南コーカサス方面での戦闘に参加、終戦までに7輌が全損となり失われた。
マダガスカル島上陸作戦などでも実戦使用されたが評価は低く、また当時のイギリス軍の主戦場であったアフリカなどの熱帯では使えないことが判明した。そのため第一線からは退くこととなった。
本車に目をつけたのはイギリス軍空挺部隊であった。1943年に空挺部隊に移管され、グライダー搭載の空挺戦車として配備された。1944年6月のノルマンディー上陸作戦では大型グライダーのGAL-49 ハミルカーと共に6輌が実戦に投入された。1945年のライン川渡河作戦にも少数が参加した。
第二次世界大戦後も空挺部隊に配備されていたテトラークだが、イギリス空挺部隊がグライダーを廃止したこともあり、1949年に退役した。

## 派生型
テトラークI CS
近接支援用の3インチ榴弾砲を搭載した車輌。
テトラーク DD
ニコラス・ストラウスラーの提案によるストラウスラー・フロートの実証試験用に改装された水陸両用DD戦車。車体上部を覆うキャンバスにより浮力を与えられており、車体前部に推進用のプロペラが設けられた。
Mk.VIII ハリー・ホプキンス軽戦車
ビッカース社によって生産された後継車輌。砲塔や車体の形状が変更されており、装甲も強化されている。1944年までに計100輌が生産されたが、実戦には用いられなかった。

## 登場作品
『War Thunder』（オンラインゲーム）
イギリス陸軍の軽戦車および初期車両として登場。
『World of Tanks』（オンラインゲーム）
イギリスからレンドリースされたソ連軽戦車Tetrarchとして登場。
『ガールズ&パンツァー リボンの武者』
聖グロリアーナ女学院のタンカスロンチーム「チンディット」の主力戦車として登場。